# Palacio de los obispos de Cracovia (Varsovia)
Palacio Episcopal de Cracovia - un palacio ubicado en ul. Miodowa 5 en Varsovia (esquina de ul. Senatorska).

## Historia
La construcción comenzó en 1622 por el obispo de Cracovia, Jakub Zadzik. Fue la residencia oficial de la ciudad de los obispos de Cracovia, quienes, como senadores clericales, debían participar en los trabajos del Senado de la República de Polonia.
Después de ser destruido durante El Diluvio, fue reconstruido en 1668 por el obispo Andrzej Trzebicki. A mediados del siglo XVIII ya estaba muy dañado.

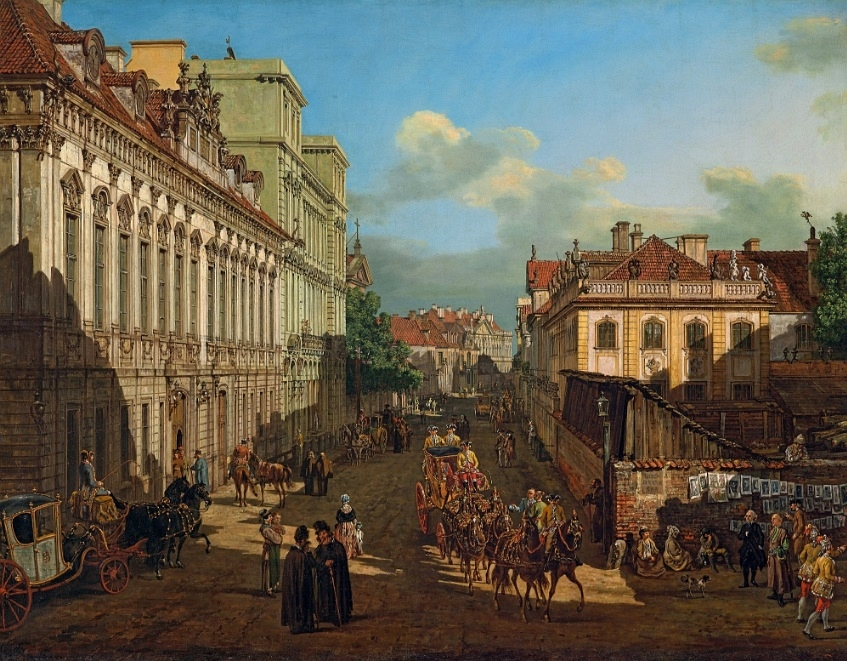
El palacio en el cuadro de Canaletto de 1777

Entre 1760 y 1762 se sometió a una profunda reconstrucción por iniciativa del obispo Kajetan Sołtyk, muy probablemente según el diseño de Jakub Fontana, adquiriendo un aspecto barroco tardío. Pertenece a un tipo relativamente poco común de palacio callejero en Varsovia, con una sola planta, construido en línea con los edificios de la calle. Después de la reconstrucción. La primera planta era muy alta, albergando habitaciones representativas. En este estado fue inmortalizado por Canaletto en un cuadro que representa una vista de la calle Miodowa, pintado en 1777.
Desde finales del siglo XVIII albergó numerosas oficinas. Después de la tercera partición de Polonia en 1795, se convirtió en la sede del presidente de Prusia del Sur, von Hoym. Después de 1828, se convirtió en una casa de vecindad, dividiendo las habitaciones del frontal con un techo. Después de 1910, fue demolido parcialmente en el costado del Palacio Tepper en relación con la construcción de una nueva casa de vecindad.
Fue incendiado en septiembre de 1939 y demolido durante el Alzamiento de Varsovia. Fue reconstruido después de la guerra en los años 1948-1950 según el diseño de Ludwik Borawski y Wacław Podlewski como sede de la Asociación de la Industria de Aviación y Motores.  La elevación desde el lado de ul. Miodowa fue recreada a la apariencia que recibió en los años 1760-1762, aunque el primer piso se dividió en dos pisos. La pintura de Canaletto se utilizó en la reconstrucción.
En 1969, en la pared lateral (desde la ruta WZ) se descubrió una placa conmemorativa de Wacław Gąsiorowski, nacido allí.
En 2010 volvió a los herederos de Edward Piotrowski, su último propietario antes de la guerra.